# Frank Murphy (Politiker, 1897)
Frank Murphy (* 15. Mai 1897 in Rensselaer, Rensselaer County, New York; † 25. Dezember 1944) war ein US-amerikanischer Politiker. Zwischen 1941 und 1943 war er Vizegouverneur des Bundesstaates Michigan.

## Werdegang
Seit Mai 1920 lebte Frank Murphy in Detroit, wo er Jura studierte und nach seiner Zulassung als Rechtsanwalt in diesem Beruf arbeitete. Außerdem war er als Steuerberater und für die Finanzbehörde tätig. Politisch wurde er Mitglied der Demokratischen Partei. 1940 wurde er an der Seite von Murray Van Wagoner zum Vizegouverneur von Michigan gewählt. Dieses Amt bekleidete er zwischen 1941 und 1943. Dabei war er Stellvertreter des Gouverneurs und Vorsitzender des Staatssenats. Im Jahr 1942 wurde er nicht bestätigt.
1944 wurde Frank Murphy wegen Bestechung angeklagt. Er hat die Vorwürfe eingestanden. Ob es noch zu einem Prozess und einer Verurteilung kam, ist nicht überliefert. Er starb am 25. Dezember desselben Jahres.